# Ячмень гривастый
Ячме́нь грива́стый (лат. Hordéum jubátum) — травянистое растение, вид рода Ячмень (Hordeum) семейства Злаки (Poaceae).

## Ботаническое описание
Плотнодерновинный многолетник с укороченным корневищем и тонкими гладкими стеблями высотой 15—50 см.
Листовые пластинки до 3—8 см длиной (не считая длины остей), густые, кверху расширяющиеся, с ломкой осью.
Колоски одноцветковые, собранные по три; средний из них сидячий, с остатком недоразвитого второго цветка, боковые — на ножках, недоразвитые. Колосковые чешуи волосовидные, оттопыренные, 3—6(7,5) см длиной. Нижняя цветковая чешуя среднего колоска 4—5 мм длиной, с волосовидной, обычно фиолетовой остью 2—9 см длиной. Пыльники длиной 1,2—1,6 мм.
Плод — зерновка, узколинейная, с бороздкой.
В Средней России цветёт в июле—августе, плодоносит в августе—сентябре.
Хромосомное число — 2n = 28

## Ареал и экология
Восточносибирский и североамериканский вид, занесённый в Среднюю Азию, Западную Сибирь, во многие районы европейской части, в том числе и по всей территории Средней России.
Встречается по железнодорожным насыпям, обочинам дорог, сорным местам.

## Хозяйственное значение
Сорное и декоративное растение, используется для составления сухих букетов. В качестве декоративного растения культивируется с 1782 года.
На севере неустойчиво против выпаса. Поедаемость оленями требует выяснения.
Приносит вред земледелию и скотоводству (распространяется по огромным территориям посевов; при поедании животными забивает их гортань и пищевод).